# هرمان هيلجيسين
هرمان هيلجيسين (بالنرويجية البوكمول: Hermann Helgesen)‏ هو لاعب جمباز فني نرويجي، ولد في 28 فبراير 1889 في أوليسوند في النرويج، وتوفي بنفس المكان في 1 فبراير 1963.

## وصلات خارجية
- هرمان هيلجيسين على موقع أوليمبيديا (الإنجليزية)